# Polichronis Dzordzakis
Polichronis Dzordzakis (gr. Πολυχρόνης Τζωρτζάκης, ur. 3 stycznia 1989 w Chanii) – grecki kolarz szosowy i torowy.
Dzordzakis uprawia zarówno szosową, jak i torową odmianę kolarstwa – jest wielokrotnym medalistą mistrzostw Grecji w obu tych dyscyplinach, startował też zarówno w mistrzostwach świata w kolarstwie torowym, jak i szosowym.

## Osiągnięcia

### Kolarstwo szosowe
Opracowano na podstawie:

2006
- 2. miejsce w mistrzostwach Grecji juniorów (start wspólny)
- 2. miejsce w mistrzostwach Grecji juniorów (jazda drużynowa na czas)

2007
- 1. miejsce w mistrzostwach Grecji juniorów (start wspólny)

2008
- 3. miejsce w mistrzostwach Grecji (jazda drużynowa na czas)

2009
- 3. miejsce w mistrzostwach Grecji (jazda drużynowa na czas)

2010
- 2. miejsce w mistrzostwach Grecji (start wspólny)

2011
- 3. miejsce w mistrzostwach Grecji (start wspólny)

2012
- 2. miejsce w mistrzostwach Grecji (jazda indywidualna na czas)

2013
- 3. miejsce w mistrzostwach Grecji (jazda indywidualna na czas)

2014
- 1. miejsce w mistrzostwach Grecji (jazda indywidualna na czas)

2015
- 3. miejsce w Belgrad-Banja Luka I
- 1. miejsce w mistrzostwach Grecji (start wspólny)

2016
- 2. miejsce w mistrzostwach Grecji (jazda indywidualna na czas)
- 2. miejsce w mistrzostwach Grecji (start wspólny)

2017
- 1. miejsce w mistrzostwach Grecji (jazda indywidualna na czas)
- 3. miejsce w mistrzostwach Grecji (start wspólny)

2018
- 2. miejsce w mistrzostwach Grecji (jazda indywidualna na czas)
- 1. miejsce w mistrzostwach Grecji (start wspólny)

2019
- 1. miejsce w Tour of Egypt
  - 1. miejsce w prologu
- 1. miejsce w klasyfikacji punktowej Tour du Maroc
  - 1. miejsce na 7. i 8. etapie
- 1. miejsce w mistrzostwach Grecji (jazda indywidualna na czas)
- 2. miejsce w mistrzostwach Grecji (start wspólny)
- 1. miejsce w In the footsteps of the Romans
  - 1. miejsce na 1. etapie

2020
- 1. miejsce w mistrzostwach Grecji (jazda indywidualna na czas)
- 3. miejsce w mistrzostwach Grecji (start wspólny)

2021
- 3. miejsce w Tour of Estonia
- 1. miejsce w mistrzostwach Grecji (jazda indywidualna na czas)

2022
- 3. miejsce w mistrzostwach Grecji (start wspólny)

2023
- 1. miejsce w Syedra Ancient City
- 3. miejsce w The Tour Oqtosh-Chorvoq-Mountain II
- 1. miejsce na 5. etapie Tour of Albania
- 2. miejsce w mistrzostwach Grecji (jazda indywidualna na czas)

2024
- 1. miejsce w mistrzostwach Grecji (jazda indywidualna na czas)

## Rankingi

### Kolarstwo szosowe
| Rok             | 2009  | 2010 | 2011 | 2012  | 2013 | 2014 | 2015 | 2016 | 2017 | 2018 | 2019 | 2020 | 2021 | 2022 | 2023 | 2024 |
| --------------- | ----- | ---- | ---- | ----- | ---- | ---- | ---- | ---- | ---- | ---- | ---- | ---- | ---- | ---- | ---- | ---- |
| World Ranking   |       |      |      |       |      |      |      | 638. | 764. | 547. | 304. | 347. | 336. | 618. | 334. | 647. |
| UCI Europe Tour | 1004. | 464. | 561. | 1009. | 665. | 531. | 235. | 386. | 572. | 312. | 249. | 285. | 284. | 478. | -    | -    |
| UCI Asia Tour   | -     | -    | -    | -     | -    | -    | -    | -    | 297. | -    |      |      |      |      |      |      |
|                 |       |      |      |       |      |      |      |      |      |      |      |      |      |      |      |      |
| Źródło: UCI     |       |      |      |       |      |      |      |      |      |      |      |      |      |      |      |      |